# Guldkaktus
Guldkaktus (Cleistocactus brookeae) är en art inom släktet rörkaktusar och familjen kaktusväxter från Bolivia. Artnamnet stavas ofta brookii eller brookei i böcker och kataloger.

## Synonymer
Cleistocactus brookeae var. flavispinus F.Ritter
Cleistocactus wendlandiorum Backeberg